# Anatopynia maculosipennis
Anatopynia maculosipennis är en tvåvingeart som först beskrevs av Jean-Jacques Kieffer 1906.  Anatopynia maculosipennis ingår i släktet Anatopynia och familjen fjädermyggor. Inga underarter finns listade i Catalogue of Life.